# ادیسون، نیوجرسی
ادیسون (به انگلیسی: Edison) شهری در ایالت نیوجرسی کشور ایالات متحده آمریکا است که جمعیت آن در سرشماری سال ۲۰۱۰ میلادی، ۹۹٬۹۶۷ نفر بوده‌است.